# نصرت‌الله محسوم

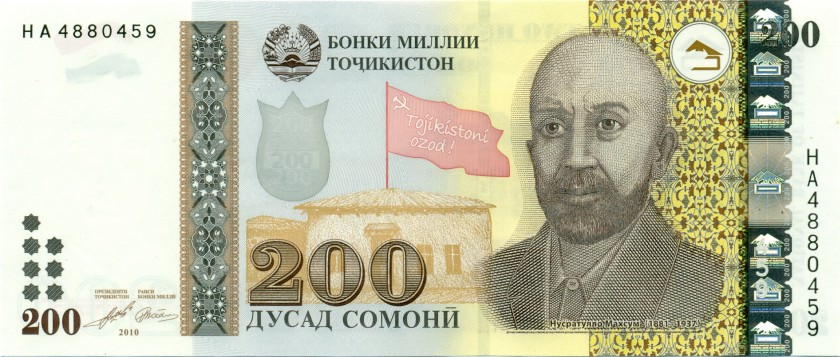
اسکناس تاجیکستانی با طرح نصرت‌الله مخسوم

نصرت‌الله مخسوم (به فارسی تاجیکی: Нусратулло Махсум) سیاست‌مدار تاجیک و از بنیان‌گذاران جمهوری سوسیالیستی تاجیکستان شوروی بود. تاریخ‌نگاران تاجیک سهم نصرت‌الله مخصوم را در تلاش‌ها برای ایجاد نخستین دولت تاجیکان در ورارود پس از تقریباً هزار سال از میان رفتن دولت سامانیان بسیار مهم می‌دانند.
او در جمهوری بخارا و جمهوری ازبکستان با دشمنی زیادی روبه‌رو شده و در ۱ نوامبر سال ۱۹۳۷ به قتل رسید. مقامات دولتی اتحاد شوروی با بازدید مجدد کارنامه او، در دسامبر سال ۱۹۵۸ او را «بی‌گناه» اعلام کرده و جایگاه او در حزب کمونیست در ۲۶ ژوئیه ۱۹۶۴ بار دیگر پذیرفته شد.
نصرت‌الله مخصوم از پایه‌گذاران دولت شوروی در ورارود و نخستین رهبر سرزمینی است که با نام تاجیکستان بیش از ۹۰ سال پیش در نقشه اتحاد شوروی پیدا شد و اکنون دولتی مستقل است. این کشور در پاییز سال ۱۹۲۴ نخست به عنوان یک جمهوری خودمختار در هیئت جمهوری شوروی سوسیالیستی ازبکستان تأسیس شد و پنج سال بعد، یعنی در سال ۱۹۲۹، از آن جدا شد و به عنوان هفتمین جمهوری شوروی سوسیالیستی به رسمیت شناخته شد.

## پیشینه
او متولد سال ۱۸۸۱ در روستای چشمه قاضی تومن غرم در ناحیه رشت در شرق خانات بخارا در خانواده کم‌بضاعت بود. به علت فقر، در چهارده‌سالگی به شهرهای خوقند و فرغانه در ترکستان غربی سفر کرده و به عنوان باربر در کارخانه‌های پنبه کار کرد. او در همین دوره با نهضت انقلابیون روس آشنا شد. در آن دوران روسیه تزاری بخش بزرگی از قلمرو ورارود را اشغال کرده بود. این منطقه با نام «ترکستان روس» (ترکستان غربی) و پایتختی شهر چاچ (تاشکند) از فرغانه تا سمرقند گسترده بود. اگرچه خانات بخارا تا زمان انقلاب اکتبر زسما مستعمره روسیه نبود، ولی امیران دودمان منغیتی استقلال خود را از دست‌داده و تحت‌الحمایه روسیه بودند.

## انقلاب اول روسیه
هنگام وقوع انقلاب ۱۹۰۵ روسیه نصرت‌الله مخصوم به دلیل شرکت در یک اعتصاب عمومی کارگران علیه حکومت تزاری از کار اخراج شد و سال ۱۹۰۶ به زادگاهش بازگشت. در پی اشغال بخارا از سوی ارتش سرخ در سال ۱۹۲۰ و سرنگونی امیر عالم‌خان، جمهوری سوسیالیستی تاجیکستان شوروی برپا شد. نصرت‌الله مخصوم بار دیگر به صف طرفداران برپایی دولت شوروی در بخارای شرقی (منطقه امروزی تاجیکستان) پیوست.

## جمهوری تاجیکستان شوروی
نصرت‌الله مخصوم از سال ۱۹۲۱ تا ۱۹۲۳ نماینده کمیته تأمین غذایی جمهوری خلق شوروی بخارا برای سربازان ارتش سرخ، عضو کمیسیون فوق‌العاده کمیته اجرائیه جمهوری خلق بخارا در امور بخارای شرقی، و از مبارزان علیه باسماچی‌ها در غرم و دوشنبه بود. پس از آن او معاونت رئیس کمیته انقلابی ولایت غرم و ریاست رئیس کمیته اجرائیه بخارای شرقی را به عهده داشت.
پیدایش کشور مستقل برای مردم تاجیک با دشواری‌های بسیاری همراه بود. نخست اینکه: روس‌ها اختیار مرزبندی و ایجاد جمهوری‌های شوروی آسیای میانه را به «پانتورکیست‌ها» سپرده بودند. با وجود اینکه بیشتر این پانتورکیست‌ها مانند عبدالرئوف فطرت و فیض‌الله خواجه‌یوف اصالت تاجیک داشتند اما از پیدایش سرزمینی مستقل برای مردم تاجیک، جلوگیری می‌کردند. بیشتر آن‌ها در ترکیه تحصیل کرده و به اندیشه‌های مصطفی کمال آتاترک گرایش داشتند. ادعای آن‌ها این بود که مردم پارسی‌زبان ورارود اصالتاً ترک یا ازبک هستند که تحت تأثیر ایرانیان زبان پارسی را یادگرفته‌اند. ادعایی که بسیاری از تاریخ‌شناسان و اهل ادب تاجیک، مانند صدرالدین عینی آن را رد می‌کردند. دوم اینکه: بیشتر مردم تاجیک در نقاط دورافتاده خانات بخارا زندگی می‌کردند. در حالیکه قبایل ترک آن منطقه در شهرهای مرکزی ترکستان روسیه می‌زیستند. سوم اینکه: اندیشه‌های قوم گرایانه یا ملی گرایانه هنوز در میان آن‌ها رواج نیافته بود. چهارم اینکه: نیروی کافی سیاسی در نهادهای تصمیم گیرنده دولت شوروی و حزب کمونیست نداشتند و مخصوم از انگشت‌شمار افراد کنشگر این قوم در دستگاه‌های رده بالای دولتی بود. در نتیجه این عوامل، تقسیمات مرزی در فرصت کوتاه، موجب شد که تاجیکان بخش بزرگی از سرزمین‌های تاریخی خود، مانند شهرهای باستانی سمرقند و بخارا و فرغانه را از دادند و ۹۳ درصد سرزمینی که به آن‌ها رسید کوهستانی بود.
بر اساس طری پیشنهادی پانترکیست‌ها «بخارای شرقی» (بخش بزرگی از تاجیکستان کنونی) باید به صورت یک ولایت خودمختار در داخل جمهوری سوسیالیستی ازبکستان شوروی قرار گیرد. برای تحقق این هدف، تلاش شد تا از ورود نصرت‌الله مخصوم به کمیسیون ویژه‌ای برای این کار در تاشکند برگزار شده بود جلوگیری شود. اما مخصوم خود را سریعاً از دوشنبه به تاشکند رساند و در کمیسیون شرکت کرد. پس از کمیسینون، نامه‌ای به ژوزف استالین، رهبر وقت شوروی، نوشت و در آن تقاضا کرد که چند منطقه و ولایت تاجیک‌نشین ازبکستان، مانند خجند، استروشن، کان بادام، اسفره، سوخ، رشتان و اوچقورغان به تاجیکستان تحویل شود و سرزمین تاجیکستان به عنوان یک جمهوری مستقلل شوروی به رسمیت شناخته شود. این نامه موجب بازنگری در سند تأسیس جمهوری‌های شوروی آسیای میانه در ورارود شده و تاجیکستان به عنوان کشوری مستقل تأسیس شد.
در نوامبر سال ۱۹۲۴ با تأسیس جمهوری خودمختار شوروی سوسیالیستی تاجیکستان، نصرت‌الله مخصوم رهبری کمیته اداره این جمهوری را به عهده گرفت. این کمیته متشکل از افراد سرشناسی چون بوته‌بای دادابایوف، رحمت‌الله باباجانوف، شیرین‌شاه شاه‌تیمور و عبدالله یارمحمدوف تشکیل شده بود. این جمهوری تازه تأسیس شامل ولایت‌های دوشنبه (حصار)، غرم (به همراه درواز و ونج)، کولاب، قرغان‌تپه، پنجکنت (و عینی)، استروشن (با شمول مسچا و سرآسیا) می‌شد. در ژانویه ۱۹۲۵ ولایت مختار کوهستان بدخشان پدید آمده و به جمهوری تاجیکستان پیوست. در این زمان روستای کوچک دوشنبه به عنوان پایتخت تاجیکستان برگزیده شد.
نصرت‌الله مخصوم در ۱۹۲۵ به حزب کمونیست تاجیکستان پیوست. او در سال ۱۹۲۹ با تبدیل این جمهوری خودمختار به یک جمهوری کامل از نوع شوروی در سمت خود ابقا شد و تا سال ۱۹۳۳ رهبری این جمهوری را در دست داشت. او و همراهانش (شیرین‌شاه شاه‌تیمور و عبدالقادر محی‌الدین‌اف) پس از استقلال تاجیکستان نیز تلاش کردند تا سرزمین‌های مردم تاجیک را از ازبکستان پس بگیرند. آن‌ها با برگزاری همایش‌ها و نگارش نامه‌ها به مسکو حوزه خجند را از ازبکستان جدا کرده و به تاجیکستان افزودند.

## برکناری و اعدام
از مهترین چالش‌های این دوره، شورش باسماچی‌ها بود. باسماچی‌ها خود را مجاهدان راه اسلام در برابر کفار می‌دانستند. با وجود تلاش کمیته رهبران دولت تاجکستان برای حل مسالمت‌آمیز درگیری‌ها، ارتش سرخ روسیه، دست به سرکوب، قتل، اعدام، و آواره‌سازی مردم بی‌گناه روستاها و شهرها زد. مخصوم و همراهانش به این رفتار دولت روسیه اعتراض کردند. این انتقادات خشم رهبران شوروی را برانگیخت و علیه رهبران حزبی و حکومتی تاجیکستان اعلام جرم کرد. آن‌ها در ۵ دسامبر ۱۹۳۳ نصرت‌الله مخصوم و عبدالرحیم حاجی بایوف را به «ملت‌گرایی بورژوازی» و «فعالیت ضدانقلابی» محکوم کردند، اما این اتهامات ثابت نشدند. با این حال، نصرت‌الله مخصوم از سمت رهبری تاجیکستان برکنار و برای ادامه تحصیل به فرهنگستان برنامه‌ریزی شوروی به مسکو اعزام شد. به این ترتیب، زندگی سیاسی او پایان یافت. در ۱۲ ژانویه سال ۱۹۳۷ در دوران پاکسازی بزرگ مخصوم در مسکو بازداشت و چهار ماه بعد اعدام شد.
دختر نصرت‌الله مخصوم، در روزنامه جمهوریت دربارهٔ روز اعدام مخصوم نوشت: "در آن روز نحس ما در پهلوی پدر نشسته بودیم. آن وقت من ۱۱ سال داشتم و دادرم اکبرشا ۸ ساله بود، مظفّر هنوز خردسال بود. مادرم حلیمه تازه دسترخوان گشاده و خوراک می‌آورد که دو سه نظامی بدون پرسش وارد شدند و پدرم را به گوشه‌ای بردند. طبعش خیره شد، ولی خودش را آرام وانمود می‌کرد و گفت: "من گناهی ندارم. خودم رفته به "چِه کا" (کمیته فوق‌العاده) همه‌اش را می‌فهمانم. این‌جا اشتباهی شده است، می‌فهمید؟" اما نظامیان به حرفهای پدرم گوش ندادند و او را بردند. پدرم با مهر ما را نوازش کرد و از خانه بیرون شد. امیدوار بودیم که برمی‌گردد، ولی برنگشت."
پس از گذست دو ماه از اعدام مخصوم، همسر او نیز بازداشت شد و هفت سال در تبعید اجباری بود. پسران کوچکش به یتیم خانه‌های مختلفی تحویل داده شدند. پس از مرگ استالین و بازبینی «ترورهای استالینی» در دوره پاکسازی بزرگ در سال ۱۹۵۷ نصرت‌الله مخصوم بعد از مرگ تبرئه شد. پس از فروپاشی اتحاد جماهیر شوروی استقلال تاجیکستان، در سال ۲۰۰۶ با فرمان رئیس‌جمهور این کشور، عنوان «قهرمان تاجیکستان» به نصرت‌الله مخصوم داده شد.